# Brahima Traoré
Pour les articles homonymes, voir Traoré.
Ne doit pas être confondu avec Brahima Traoré (football).
Brahima Traoré, né le 1er janvier 1956 à Badikaha dans la région du Hambol, est un chef d'entreprise et homme politique en Côte d'Ivoire.
Président Directeur Général du Groupe CATEL, il a sous sa responsabilité quatre entreprises IT2000, SICEF, LABOTECH, et CIPETROL. Membre élu de la Chambre de Commerce et d'Industrie de Côte d'Ivoire. Il a été nommé Président du Conseil régional du Hambol en Juillet 2013, par Jean-Louis Billon, Président de la chambre de commerce et d'industrie,,.